# Frąca (Smętowo Graniczne)
Frąca is een plaats in het Poolse district  Starogardzki, woiwodschap Pommeren. De plaats maakt deel uit van de gemeente Smętowo Graniczne en telt 350 inwoners.